# 晋江马
晋江马是中国福建省的馬品種之一。
历史上主要分布在以晋江市及石狮市为中心产区的晋江、南安、同安、惠安、仙游、莆田等地。由于交通工具发展较快，南安、同安等地的晋江马已经消失。祖先成分分析结果显明，晋江马祖先主要来源于百色马，其次是岔口驿马。 
晋江市在主产区的龙湖镇、深沪镇、金井镇、英林镇、东石镇建立了晋江马保护区并已经建成国家级保种场，列入国家级畜禽遗传资源保护名录。。
晋江马毛色以枣红为主，身体相对北马较小，多用于爬坡、驮物，但不适合进行赛马。晋江马偶尔也用于一种叫“出阵”的民俗活动，或作为旅游用途。由于当地的地理条件，晋江马能抗高温高湿。